# Odilo Globočnik
Odilo Lothar Ludwig Globočnik (21 de abril de 1904 – 31 de maio de 1945) também conhecido como Globus, foi um político nazista austríaco e oficial da SS (Brigadeführer, equivalente a brigadeiro). Globočnik foi a pessoa central na execução do Holocausto no distrito de Lublin, na Polônia ocupada, onde cerca de 1,5 milhão de pessoas, principalmente judeus, foram mortas em instalações construídas para esse propósito específico. Globočnik era um antissemita fanático, truculento, enérgico e incompetente, que frequentemente ignorava regras e acordos, sendo obcecado em cumprir sua missão. Globočnik foi descrito como a pessoa mais vil na organização mais vil conhecida. Simon Wiesenthal classificou Globočnik logo atrás de Adolf Eichmann na hierarquia de criminosos nazistas.
Ele era filho de um oficial do exército austro-húngaro. A família planejava uma carreira militar para ele, mas esses planos foram frustrados pelo colapso do Império Austro-Húngaro. Desde seu período escolar, ele se envolveu com organizações nacionalistas e antissemitas. Em 1931, ingressou no NSDAP austríaco, rapidamente avançando para o cargo de vice-gauleiter da Caríntia. Após a proibição do partido nazista, ele se envolveu em atividades clandestinas. De 1933 a 1937, foi preso seis vezes, acusado de traição e atividades terroristas. Ele ingressou na SS, e seu líder Heinrich Himmler tornou-se seu mentor e protetor. Após a Anschluss, foi nomeado gauleiter de Viena, mas em janeiro de 1939 foi destituído do cargo devido à incompetência e suspeitas de manipulações financeiras.
Com o posto de suboficial da SS, participou da campanha polonesa em setembro. Após o seu término, Himmler o nomeou Comandante da SS e Líder da Polícia no distrito de Lublin do Governo Geral. No novo cargo, organizou repressões contra a inteligência polonesa e o clero. Ele também foi co-responsável pelas execuções em massa de prisioneiros de guerra soviéticos. Segundo Bogdan Musiał, é provável que tenha sido ele quem elaborou o plano para exterminar os judeus poloneses nos campos de extermínio e convenceu Himmler a adotá-lo. Ele liderou a Operação Reinhardt, iniciada em março de 1942, durante a qual aproximadamente 1,8 milhão de judeus do Governo Geral e do Distrito de Białystok foram mortos em campos de extermínio e execuções em massa. Além disso, iniciou e liderou a operação de expulsão na Zamojszczyzna, iniciada em novembro de 1942.
Em setembro de 1943, devido a conflitos com a administração civil, foi destituído do cargo em Lublin e transferido para o cargo de Comandante da SS e da Polícia (SS- und Polizeiführer – SSPF) na Zona Operacional do Litoral Adriático. Lá, era responsável pelo extermínio dos judeus locais e pela luta contra a resistência iugoslava e italiana. Em 31 de maio de 1945, foi preso por soldados britânicos em um abrigo de montanha perto de Paternion. Ainda no mesmo dia, cometeu suicídio tomando cianeto de potássio. Globočnik e Christian Wirth são considerados os principais responsáveis pelo Holocausto, logo após os líderes máximos Hitler, Himmler e Heydrich.

## Primeiros anos

### Juventude
Globočnik nasceu em 21 de abril de 1904 em Trieste, então parte do Império Austro-Húngaro. Era o terceiro dos quatro filhos de Franz Globočnik e Anna (nascida Pecsinka). Seu pai era oficial do exército imperial austro-húngaro, que, após se casar, passou para a reserva e se tornou funcionário dos correios. Seus antepassados paternos eram germanófonos da Alta Carníola eslovena. Seu trisavô Odila usava o sobrenome Globotschnig, enquanto seu pai assinava como Globočnik. Sua mãe, por sua vez, era filha de um conselheiro judicial. Ela era da região do Banato e tinha raízes húngaras, mas se identificava inteiramente como alemã. Odilo era o único filho da família.
De 1910 a 1914, frequentou a escola primária em Trieste, onde o idioma de ensino era o italiano. Com o início da Primeira Guerra Mundial, seu pai foi mobilizado e enviado para o serviço em oficinas de campo em Landschütz, na Zalitávia (atual Bernolákovo, na Eslováquia). Toda a família se mudou com ele para lá. Em dezembro de 1915, o jovem Odilo começou seus estudos na Escola Militar Real Inferior em Sankt Pölten (Militär-Unterrealschule). Essa escola preparava os alunos para estudos em uma das escolas militares superiores e, a longo prazo, para uma carreira como oficial. Globočnik destacou-se como um bom aluno; no ano letivo de 1916/1917, ele terminou em oitavo lugar. A derrota na guerra e o colapso do Império Austro-Húngaro impediram que ele concluísse seus estudos e arruinaram seus planos de carreira militar. Em 1918, a família Globočnik mudou-se para Klagenfurt. Odilo frequentou a escola secundária lá por cinco meses e depois começou a estudar na Escola Estadual de Artes e Ofícios (Höhere Staatsgewerbeschule Klagenfurt).
Em dezembro de 1919, seu pai faleceu, o que causou uma drástica piora na situação financeira da família. Para ganhar dinheiro para as mensalidades, o jovem Globočnik foi obrigado a trabalhar como carregador na estação ferroviária de Klagenfurt. Enquanto isso, o recém-criado Reino dos Sérvios, Croatas e Eslovenos começou a reivindicar territórios na parte sul da Caríntia. No inverno de 1918/1919, houve combates entre a milícia caríntia e a milícia eslovena, apoiada pelo exército regular do Reino dos Sérvios, Croatas e Eslovenos. Globočnik também participou desses conflitos. Em suas biografias publicadas na Alemanha nazista, afirmava-se que ele havia sido condecorado com a Cruz da Caríntia por sua atuação no campo de batalha. No entanto, essa informação não encontra confirmação em documentos oficiais da época. Johannes Sachslehner sugeriu que, devido à sua pouca idade, Globočnik provavelmente serviu apenas em formações auxiliares. Após o armistício e a realização de um plebiscito, ele participou ativamente da campanha pela permanência da parte sul da Caríntia dentro das fronteiras da Áustria. Durante seus anos escolares, ele também pertenceu a corporações acadêmicas extremamente nacionalistas e antissemitas, como "Marcomannia" e "Teutonia". Sua atividade política conflitava com seus estudos; em 1921, ele até correu o risco de ser expulso da escola. Finalmente, em julho de 1923, ele se formou com distinção.
Em 1922, ele conheceu Greta Michner, dois anos mais jovem, com quem logo ficou noivo. O pai da garota, Emil Michner, era tenente-coronel aposentado e um ativo membro da milícia nacionalista caríntia. Ele conheceu a noiva Greta no Café Lerch em Klagenfurt. O dono do café também era um nacionalista fervoroso, e seu filho, Ernst Lerch, mais tarde se tornou o ajudante de Globočnik em Lublin. O Café Lerch funcionava, na prática, como uma base para os nazistas na área. A rede de contatos dos Lerch e de Globocnik na Caríntia tornou-se anos mais tarde a principal fonte de recrutamento para o escritório da SS de Globočnik em Lublin. Graças à sua proteção do pai de sua noiva, Globočnik foi contratado como supervisor de construção na empresa de gestão de água KÄWAG. No verão de 1925, ele iniciou seus estudos superiores em Viena, mas por razões desconhecidas, os abandonou após alguns meses. Ele voltou a trabalhar na KÄWAG e depois na empresa de construção em Klagenfurt, de propriedade do engenheiro Rudolf Rapatz.

## Carreira inicial no NSDAP austríaco
Globočnik, que desde seus dias escolares simpatizava com movimentos de extrema-direita, rapidamente se tornou fascinado pela ideologia nazista. Ele cresceu na Caríntia em um ambiente influenciado pelo movimento völkisch. Em 1º de março de 1931, ingressou no NSDAP austríaco. Ele recebeu uma carteira de membro com o número 442.939. Inicialmente, ocupou o cargo de chefe de propaganda da Organização Nacional-Socialista de Células Empresariais no distrito partidário da Caríntia. Em 1933, foi promovido a vice-gauleiter da Caríntia.
Em 19 de junho de 1933, o governo austríaco proibiu o NSDAP e suas organizações afiliadas. Em 30 de agosto do mesmo ano, Globočnik foi preso pela primeira vez, acusado de conversar com nazistas presos enquanto estava sob as janelas da prisão de Klagenfurt. Foi libertado rapidamente, mas dezoito dias depois, foi preso novamente, agora sob acusação de agitação nacional-socialista. Graças à intervenção do pai de sua noiva, que intercedeu com o chefe do governo regional de Caríntia, foi libertado da prisão. Foi preso pela terceira vez em novembro de 1933, acusado de estar envolvido na organização de numerosos atentados com bombas. As acusações eram mais sérias desta vez. Alegadamente, ele jogou uma bomba em uma joalheria no distrito de Meidling, em Viena, matando o proprietário judeu e um cliente. Mais uma vez, a intervenção do pai de sua noiva levou ao arquivamento do processo. Em junho de 1934, ele foi demitido da empresa em que trabalhava, pois escondeu materiais explosivos sem o conhecimento do empregador em um dos depósitos da empresa. A partir desse momento, ele se dedicou completamente ao "trabalho partidário". Em 1º de setembro de 1934, ingressou na SS, recebendo o número de filiação 292 776.
A filiação à SS acelerou significativamente a carreira partidária de Globočnik. Reinhard Heydrich lhe deu a tarefa de expandir o Serviço Especial do Distrito da Caríntia e integrá-lo à estrutura da SS. Globočnik esteve envolvido em uma série de empreendimentos ilegais: ajudar nazistas procurados a escapar da Áustria, contrabandear armas, explosivos e materiais de propaganda, organizar fundos para atividades nazistas. Os membros das estruturas da SS subordinadas a ele infiltraram efetivamente o aparato estatal austríaco. Devido à sua atividade clandestina, ele viajou várias vezes para a Alemanha. Ele usava cerca de 20 a 30 pseudônimos. Em dezembro de 1934, foi preso pela polícia austríaca. Uma investigação abrangente provou sua traição e ele foi condenado a seis meses de prisão. Não se sabe se cumpriu toda a sentença. Após sair da prisão, voltou à atividade conspiratória clandestina.
Ao criar efetivamente sua imagem, construindo alianças e aproveitando o fato de que muitos "velhos lutadores" foram presos e temporariamente excluídos da atividade partidária, o jovem Globočnik rapidamente fortaleceu sua posição nas estruturas do NSDAP austríaco. No final de agosto de 1935, foi preso novamente sob acusação de traição. Foi condenado a seis meses de prisão, mas, graças a uma anistia anunciada pelo governo do chanceler Kurt Schuschnigg, sua sentença foi reduzida para 70 dias de prisão. Em 16 de julho de 1936, ele e seu amigo e colaborador Friedrich Rainer foram recebidos pela primeira vez por Adolf Hitler. O encontro, que ocorreu em Berghof, transcorreu de maneira fria, pois Hitler deixou claro para seus convidados que não desejava que o NSDAP austríaco continuasse com atividades terroristas ou realizasse qualquer outra ação que pudesse prejudicar as relações diplomáticas entre o Terceiro Reich e a Áustria. Ambos os jovens nazistas obedeceram a essa ordem.
No ano seguinte, Globočnik e Rainer entraram em conflito direto com o líder do NSDAP austríaco, Josef Leopold, que não aceitava a linha moderada imposta por Hitler e suspeitava que o "grupo caríntio" pretendia enfraquecer sua influência no partido. Em agosto de 1937, Leopold conseguiu remover ambos os caríntios das fileiras do partido. No entanto, essa decisão foi efetivamente vetada pelo chefe da SS austríaca, Ernst Kaltenbrunner, que recebeu apoio de Heinrich Himmler. Finalmente, em fevereiro de 1938, Hitler retirou Leopold do poder sobre o NSDAP austríaco. Enquanto isso, em julho de 1937, Globočnik foi preso pela sexta vez, mas, por ordem do chefe da polícia austríaca, Michael Skubl, o mandado de prisão foi revogado no mesmo dia e ele foi libertado.
Globočnik foi uma das pessoas que facilitaram o encontro entre Schuschnigg e Hitler em 12 de fevereiro de 1938 em Berghof. Nesta ocasião, Hitler forçou o chanceler a concordar em legalizar as atividades do NSDAP austríaco e a entregar o cargo de ministro do Interior ao nazista Arthur Seyss-Inquart. Quando algumas semanas depois Schuschnigg tentou se retirar desses acordos e realizar um referendo de independência, Globočnik pessoalmente entregou a Hitler uma carta de Seyss-Inquart e depois retornou a Viena com instruções que permitiam aos nazistas austríacos agir livremente contra o governo. Nos dias que antecederam o Anschluss, ele e Rainer intermediaram os contatos entre Berlim e Seyss-Inquart. Ele desagradou o Reichsmarschall Hermann Göring ao informá-lo erroneamente que o presidente Wilhelm Miklas concordara em confiar a Seyss-Inquart a missão de formar um governo. Essa informação falsa atrasou temporariamente a entrada das tropas alemãs na Áustria. Quando as autoridades austríacas decidiram ceder às pressões de Hitler, Globočnik se estabeleceu como "representante do governo" no gabinete do chanceler, participando ativamente da tomada de poder pelos nazistas. Ele fez parte da delegação que, na manhã cedo de 12 de março de 1938, no aeroporto suburbano de Aspern, deu as boas-vindas ao Reichsführer-SS Himmler. No mesmo dia, ele participou, junto com Seyss-Inquart, da cerimônia de boas-vindas a Hitler em sua cidade natal, Linz.

## Gauleiter de Viena

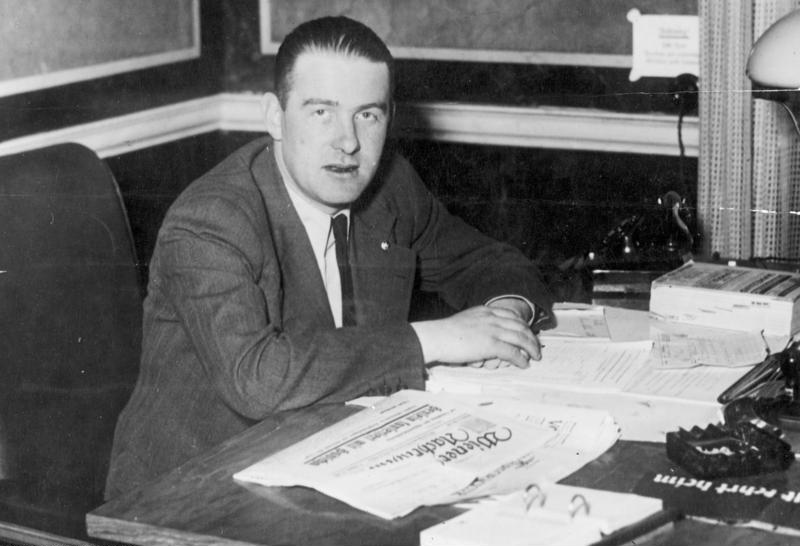
Globočnik como gauleiter de Viena

Em 13 de março de 1938, Globočnik foi nomeado chefe de gabinete de Hubert Klausner, o novo líder do NSDAP austríaco. Dois dias depois, ele também foi nomeado secretário de estado no governo regional do governador do Reich. Além disso, recebeu um mandato como deputado do Reichstag. No entanto, essas não eram posições que satisfaziam suas ambições. Por um curto período, ele considerou voltar para a Caríntia, mas acabou decidindo concorrer ao cargo de gauleiter de Viena. As tentativas de Globocnik encontraram resistência de outros nazistas proeminentes, mas o apoio de Heinrich Himmler e Reinhard Heydrich em sua disputa interna foi decisivo. Em 23 de maio de 1938, Hitler finalmente concedeu a posição desejada ao jovem da Caríntia.
Rapidamente ficou claro que, apesar de seu entusiasmo pessoal, Globočnik não possuía as competências necessárias para ocupar um cargo tão alto. Entre os vienenses, ele era impopular devido à sua pomposidade e demagogia. Ele não conseguiu conter o caos e o colapso econômico, causado, em parte, pela arianização forçada. Em janeiro de 1939, a introdução de um imposto alemão sobre os salários na Áustria causou agitação entre os trabalhadores vienenses, que ele também não conseguiu conter. Ele também entrou em conflito com a Igreja Católica quando, em 7 de outubro de 1938, grupos católicos organizaram uma manifestação pacífica em Viena, mas foram atacados por tropas nazistas no palácio do cardeal Innitzer, onde espancaram severamente o vigário da Catedral de Santo Estêvão. Globočnik então organizou uma campanha propagandística intensa contra o clero. Esses eventos finalmente o alienaram de Seyss-Inquart e da ala moderada do NSDAP austríaco.
Como gauleiter, ele foi corresponsável pela perseguição à população judaica. Em 2 de agosto de 1938, no terminal ferroviário de Nordwestbahnhof, ele abriu uma exposição antissemita intitulada "O Judeu Eterno". Durante a "Noite dos Cristais", ele organizou pogroms em Viena e na Caríntia. Somente em Viena, 42 sinagogas foram incendiadas e mais de 4 mil lojas judaicas foram fechadas. Também foram presos 6547 judeus, dos quais 3700 foram enviados alguns dias depois para o campo de concentração de Dachau.
As manipulações financeiras de Globočnik acabaram por minar sua posição na hierarquia nazista. Como gauleiter de Viena, ele conduziu uma política financeira obscura e arbitrária, ignorando completamente as regulamentações do partido. Desejando criar seu próprio império de mídia, ele usou quase 300 mil Reichsmarks do orçamento do partido para comprar uma editora falida, a Adolf Luser Verlag, sem a permissão do tesoureiro principal do NSDAP. Ele também realizava transações imobiliárias sem permissão e concedia empréstimos sem juros a amigos e protegidos. Chegou até a abrir contas secretas que funcionavam em paralelo da contabilidade oficial do distrito de Viena. Tanto ele quanto seus protegidos enriqueceram à custa dos judeus perseguidos, inclusive durante a Noite dos Cristais".
Em certo momento, a sede do NSDAP exigiu que Globočnik enviasse um relatório detalhado sobre a situação financeira do distrito até 6 de dezembro de 1938. Ele não cumpriu o prazo, em vez disso foi a Berlim em busca de aliados, mas seus esforços foram em vão, pois nesse momento já estava em conflito com grande parte da hierarquia nazista. Em 30 de janeiro de 1939, Hitler o destituiu oficialmente do cargo de gauleiter. No entanto, neste momento crítico de sua carreira, Globočnik recebeu apoio de Himmler, que permanecia favorável a ele. Em 1º de fevereiro de 1939, ele foi designado para o seu estado-maior pessoal. Posteriormente, ele tirou um mês de licença e em seguida, em 1º de março, iniciou um treinamento militar de três meses no regimento SS-Verfügungstruppe "Der Führer". Após a conclusão, foi encaminhado para um curso de treinamento para oficiais no regimento SS-VT "Germania".

## Segunda Guerra Mundial

### Comandante da SS e da Polícia em Lublin

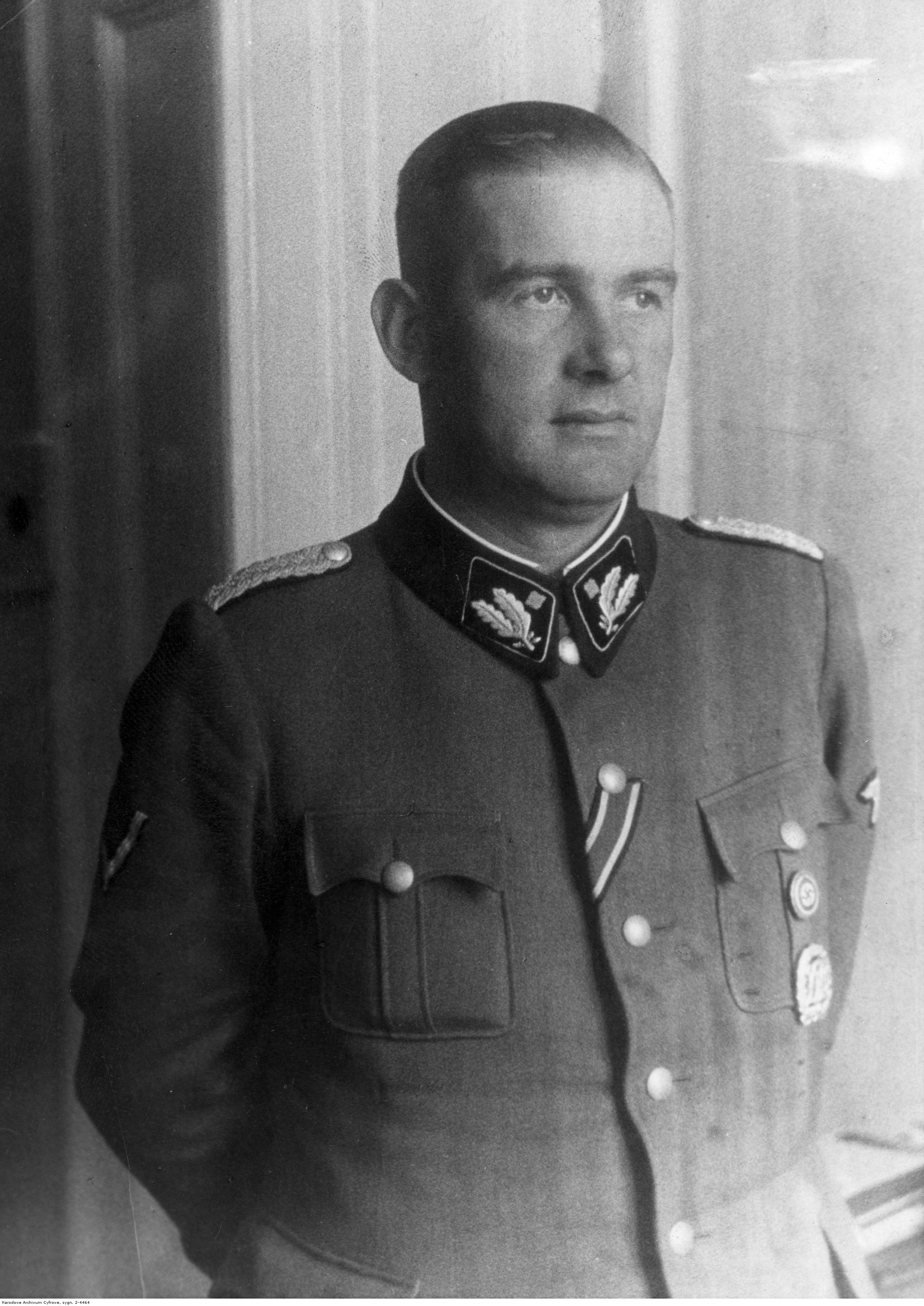
Globočnik como SSPF no distrito de Lublin.

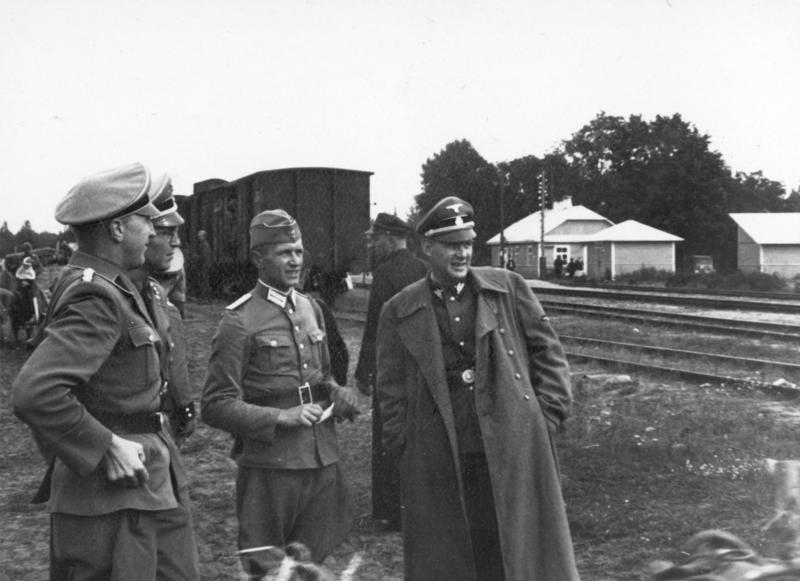
Globočnik supervisando a ação de reassentamento de alemães da Volínia, ano de 1940.

Em setembro de 1939, como suboficial no regimento SS-VT "Germania", participou da campanha contra a Polônia. Em 1 de novembro daquele ano, Himmler nomeou-o Comandante da SS e Líder da Polícia (SS- und Polizeiführer – SSPF) no distrito de Lublin do Governo Geral. Assim, Globočnik tornou-se a autoridade suprema de todas as unidades da SS, bem como das formações policiais regulares e auxiliares que operavam no distrito. Ele começou suas funções em Lublin em 9 de novembro. Ao assumir o novo cargo, foi promovido ao posto de SS-Brigadeführer. Muitos cargos em seu estado-maior foram ocupados por SS austríacos, pois Globočnik gostava de se cercar de compatriotas da Caríntia.
O dia em que Globočnik iniciou suas funções foi também o primeiro dia de uma ampla ação repressiva contra a intelligentsia polonesa. Em poucos dias, mais de 250 pessoas foram presas na prisão do Castelo de Lublin, incluindo 16 professores da Universidade Católica de Lublin, 80 professores, 31 juízes e advogados, e mais de 100 clérigos. Em 17 de novembro, as autoridades alemãs fecharam formalmente a Universidade Católica de Lublin. No mesmo dia, a Gestapo invadiu o edifício da cúria diocesana, onde prendeu o bispo da diocese de Lublin, Dom Marian Fulman, o bispo auxiliar de Lublin, Dom Władysław Goral, e vários outros clérigos. Ambos os bispos foram condenados à morte por um tribunal sumário. No entanto, devido à intervenção do Vaticano, a sentença foi comutada para prisão perpétua, e os condenados, juntamente com um grupo de outros clérigos, foram enviados para o campo de concentração de Sachsenhausen. No primeiro período da ocupação alemã, nenhuma outra diocese no Governo Geral sofreu repressões tão severas. Por esse motivo, Józef Marszałek suspeitava que a repressão à cúria de Lublin foi uma iniciativa pessoal de Globočnik.
Nas primeiras semanas do seu mandato ocorreram várias execuções. Em 23 de dezembro de 1939, no antigo cemitério judaico em Lublin, policiais alemães fuzilaram dez cidadãos respeitados da cidade – funcionários, advogados, cientistas, professores e clérigos – junto com dois criminosos. Nas semanas seguintes, execuções em massa de poloneses também ocorreram nas olarias de Lublin e em Lubartów. Em dezembro de 1939, durante a chamada "Marcha da Morte de Chełm a Hrubieszów", o 5º esquadrão de cavalaria da SS matou pelo menos 440 judeus. Além disso, em 12 de janeiro de 1940, 420 pacientes do hospital psiquiátrico de Chełm foram executados, e no dia seguinte, 600 judeus trazidos de Lublin foram fuzilados.
Na primavera de 1940, no Governo Geral, começou outra ação repressiva direcionada à "classe dirigente polonesa". Os ocupantes nazistas a chamaram de AB-Aktion. Ela não poupou o distrito de Lublin, onde, em junho de 1940, a Gestapo realizou prisões em massa de membros da resistência, ativistas sociais e políticos, professores, advogados, funcionários e clérigos. Mais de mil presos foram deportados para campos de concentração. Entre 450 e 500 pessoas foram executadas em Rury Jezuickie, nos arredores de Lublin. Execuções também ocorreram em Kumowa Dolina, perto de Chełm, onde a polícia de segurança assassinou pelo menos 115 pessoas.
Globočnik demonstrava grande interesse pela questão judaica. Em particular, ele queria assumir o controle sobre os trabalhadores judeus forçados. Por iniciativa sua, em dezembro de 1939, começou a construção de um campo de trabalho para judeus na rua Lipowa em Lublin. Foi o primeiro campo desse tipo no Governo Geral. Na primavera de 1940, Globočnik iniciou a construção de uma trincheira antitanque de 50 quilômetros ao longo da fronteira germano-soviética. Para isso, ele ordenou a organização de uma rede de campos de trabalho na área fronteiriça, com o campo em Bełżec como campo central. Milhares de homens judeus, assim como um certo número de poloneses, ciganos e sintos, foram mantidos lá em condições trágicas. No distrito de Lublin, foram estabelecidos um total de 58 campos de trabalho. Globočnik agia de maneira completamente arbitrária, entrando sem cerimônia nas competências da administração civil, à qual os escritórios de trabalho eram formalmente subordinados. Judeus que trabalhavam em empresas alemãs frequentemente eram vítimas das batidas realizadas pelas unidades policiais e a Selbstschutz (em alemão: Autodefesa dos Alemães Étnicos) sob seu comando. Essa situação levou a um conflito com o governador Ernst Zörner. Em seus raros contatos pessoais com judeus, Globočnik mostrava brutalidade e desprezo. Ele ordenou que o terraço de sua residência fosse pavimentado com lápides tiradas do cemitério judaico de Lublin.
Globočnik por muito tempo enfrentou uma questão não resolvida sobre suas operações financeiras em Viena. O tesoureiro principal do NSDAP, Franz Xaver Schwarz, e o auditor do Reich, Franz Müller, exigiram explicações oficiais dele. Somente em março de 1941, após várias intervenções de Himmler, Schwarz concordou em conceder a Globočnik a quitação das contas.
No verão e outono de 1941, as unidades da SS e da polícia sob o comando de Globočnik cometeram crimes em massa contra prisioneiros de guerra soviéticos. Nos campos de prisioneiros organizados no distrito de Lublin, oficiais da SD identificavam comissários políticos, membros do partido comunista, judeus e representantes de nações asiáticas da URSS. Essas pessoas eram então retiradas dos campos e fuziladas secretamente. Aproximadamente 5 a 6 mil prisioneiros do campo em Kaliłowo, perto de Biała Podlaska, e 780 prisioneiros do campo em Zamość foram mortos por oficiais do 306º batalhão de polícia. Muitos prisioneiros do Stalag 319 (campo de prisioneiros de guerra) em Chełm também foram assassinados.
Durante o período em Lublin, grandes mudanças ocorreram na vida pessoal de Globočnik. Desde que assumiu o cargo de gauleiter de Viena, seu relacionamento com Greta Michner começou a desmoronar. No outono de 1939, o Brigadeführer decidiu romper o noivado. O pai da jovem, indignado, interveio junto a Rudolf Heß, e, seguindo o conselho de Himmler, Globočnik pagou à família Michner uma indenização de 15 mil marcos alemães. Pouco depois, ele iniciou um romance com uma secretária 16 anos mais nova, Irmgard Rickheim. No verão de 1941, o casal ficou noivo oficialmente. No entanto, a relação não teve a aprovação da mãe de Globočnik e, mais importante, de Himmler. Ele recusou-se a apoiar o relacionamento devido a uma denúncia anônima que acusava a noiva, Rickheim, de comportamento indecente. Globočnik inicialmente permaneceu leal à noiva, mas sob pressão do Reichsführer, decidiu romper o noivado no início de 1943. Esse incidente esfriou suas relações com seu protetor de longa data.

### Operação Reinhardt

O Extermínio dos Judeus na Polônia Ocupada

A partir do verão de 1940, Globočnik promoveu planos radicais de arianização do distrito de Lublin através do assentamento de alemães étnicos. Em agosto de 1940, ele propôs a Himmler a criação de uma rede de fazendas alemãs de caráter defensivo na região de Lublin. O Reichsführer concordou apenas com a transformação de seis propriedades polonesas confiscadas em "pontos de apoio da SS e da polícia". No entanto, isso não diminuiu a atividade de Globočnik. Ao saber que no século XVIII colonos alemães haviam se estabelecido nas proximidades de Zamość, ele iniciou em todo o distrito uma "ação de busca de sangue alemão". O objetivo era "restaurar a germanidade" dos colonos polonizados. Na "Casa da SS em Lublin" (SS-Mannschaftshaus), criada por sua iniciativa, especialistas em raça e colonização, apoiados por arquitetos e engenheiros civis, desenvolviam amplos planos de colonização.
Os projetos de Globočnik causavam espanto até entre nazistas fanáticos, que os descreviam como "loucos" e "fantásticos". No entanto, o Reichsführer estava profundamente impressionado por eles e lhes dava total apoio. Segundo Dieter Pohl, Globočnik se tornou "um dos parceiros mais importantes de Himmler nas ações no Leste". Em 17 de julho de 1941, menos de um mês após o início da guerra germano-soviética, ele foi nomeado "plenipotenciário do Reichsführer-SS para a criação de bases de polícia e SS na nova área oriental". Sua principal tarefa era garantir que as fábricas nos territórios conquistados ficassem sob controle da SS. Devido à necessidade de fornecer pessoal adequado para as bases, foi organizado em Trawniki um campo de treinamento especial da SS, onde foram formadas unidades de ex-prisioneiros voluntários colaboradores compostas por ex-soldados do Exército Vermelho. Os "Trawnikowcy", como eram chamados, foram posteriormente usados por Globočnik durante a exterminação dos judeus.
Durante uma visita a Lublin em julho de 1941, Himmler decidiu expandir a "ação de busca de sangue alemão" para todo o Governo Geral. Ele também autorizou a implementação dos planos de colonização defendidos por Globočnik. O distrito de Lublin, colonizado por assentados alemães, deveria se tornar uma espécie de "ponte" ligando os países bálticos à Transilvânia romena, habitada por uma minoria alemã. Dessa forma, as terras da Polônia central seriam fechadas em um "caldeirão", e a população local seria gradualmente "sufocada econômica e biologicamente".
Os projetos radicais de colonização de Globočnik exigiam que as terras destinadas à colonização alemã fossem "limpas" da população judaica e, posteriormente, também da população polonesa. Inicialmente, as concepções alemãs para a solução final da questão judaica previam deportações em massa dos judeus para Madagascar ou para os territórios conquistados da URSS. Com a guerra se prolongando, esses planos se tornaram inviáveis. Nos altos escalões do regime nazista, começou a se cristalizar a ideia de extermínio físico dos judeus. Segundo Bogdan Musiał, foi Globočnik, ansioso por realizar rapidamente seus planos de colonização, quem elaborou o plano para exterminar os judeus poloneses em campos de extermínio, convencendo Himmler a adotá-lo. Já em setembro de 1941, ele entrou em acordo com os chefes da Chancelaria do Führer, Philipp Bouhler e Viktor Brack, para enviar ao distrito de Lublin um grupo de funcionários que anteriormente haviam participado da Aktion T4, o programa secreto de extermínio de pessoas com doenças mentais e deficiências intelectuais. Em 13 de outubro, ele se encontrou em Kętrzyn com Himmler e o Alto Comandante da SS e da Polícia no Governo Geral, SS-Obergruppenführer Friedrich Wilhelm Krüger. Durante essa reunião, provavelmente discutiram as operações de deportação e colonização planejadas para o distrito de Lublin, bem como as propostas de Globočnik para a "liquidação" física dos judeus. Tudo indica que Globočnik obteve então a autorização para iniciar o extermínio em massa, pois em 1º de novembro começou a construção do primeiro campo de extermínio no Governo Geral, em Bełżec. É possível que nessa mesma reunião também tenha sido decidida a organização de mais um centro de extermínio no distrito de Lublin, o campo de Sobibor. Musiał está convencido de que o objetivo desses campos desde o início era a exterminação de todos os judeus do Governo Geral, embora outros historiadores suponham que inicialmente se planejava utilizá-los apenas para exterminar os judeus do distrito de Lublin.

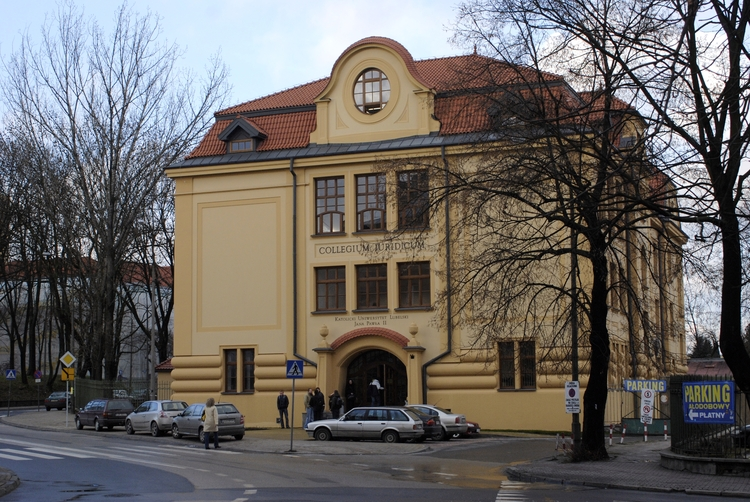
Sede do comando da Operação Reinhardt na rua Spokojna 1 em Lublin

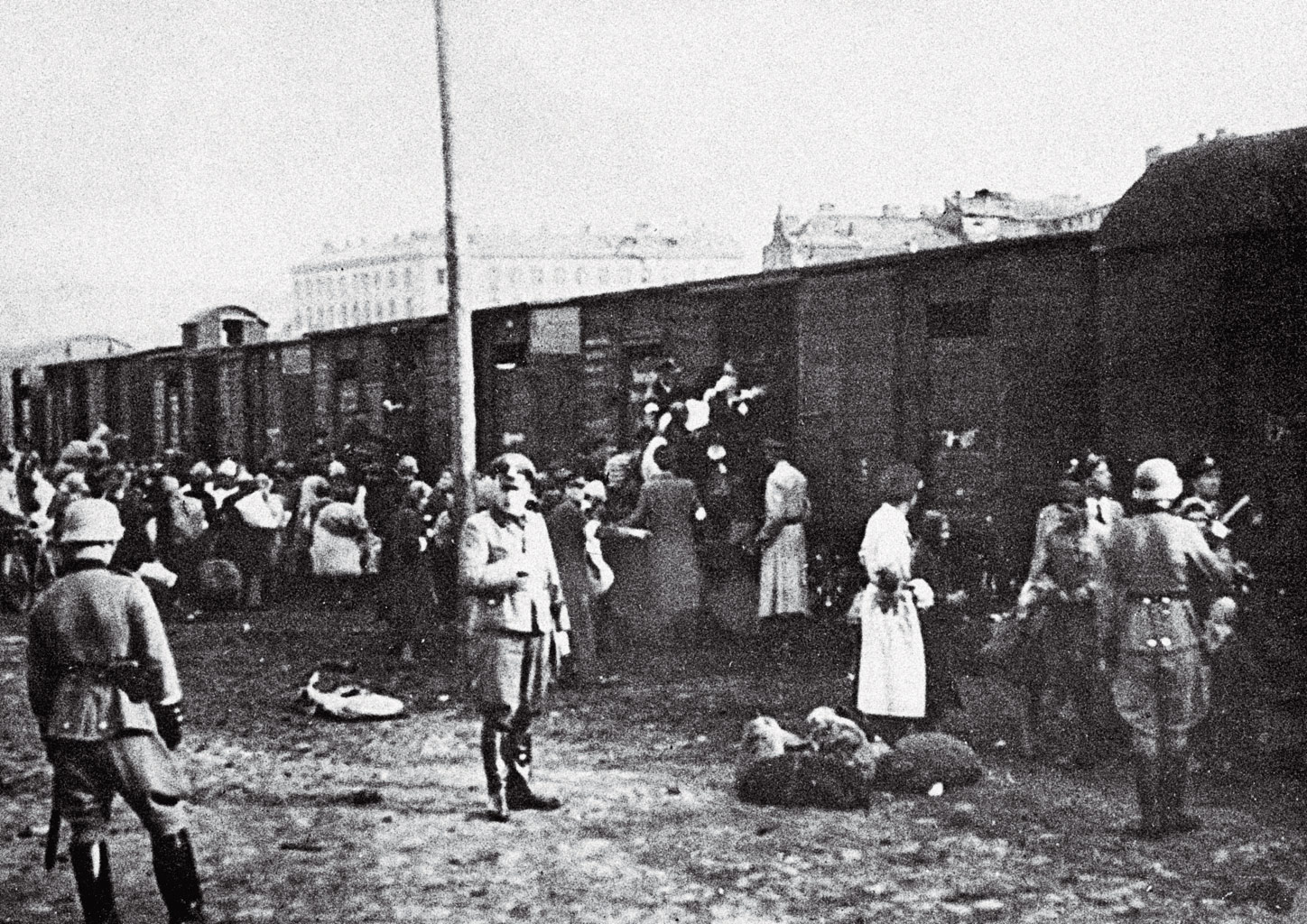
A "Grande Ação" no gueto de Varsóvia. Formação de transporte para o campo de extermínio em Treblinka na rampa Umschlagplatz

Durante a Conferência de Wannsee, em janeiro de 1942, foi decidido que os judeus do Governo Geral seriam os primeiros a serem incluídos na solução final. Himmler encarregou Globočnik da tarefa de exterminá-los. Em homenagem a Reinhard Heydrich, assassinado em junho de 1942, a ação de extermínio foi posteriormente batizada de "Operação Reinhardt" (Einsatz Reinhardt). Yitzhak Arad afirma que, como chefe da Einsatz, Globočnik respondia diretamente a Himmler. No entanto, outros historiadores apontam que, conforme a cadeia de comando, seu superior formal, Friedrich Wilhelm Krüger, também estava envolvido no processo decisório. Globočnik tinha sob seu comando direto um efetivo pessoal alemão de 453 pessoas da Einsatz e unidades colaboracionistas de Trawniki. O núcleo das equipes dos três campos de extermínio era composto por 94 veteranos da Aktion T4. A central da Operação Reinhardt, sob o nome de "estado-maior de reassentamento" (Aussiedlungsstab), foi instalada no prédio de uma escola secundária pré-guerra na rua Spokojna em Lublin. O chefe do estado-maior foi o oficial austríaco da SS, SS-Hauptsturmführer Hermann Höfle, que elaborava os planos de deportação e coordenava as ações das estruturas locais da SS e da polícia, da administração civil e da Direção Geral das Ferrovias Orientais. O intendente da Operação Reinhardt, responsável especialmente pelo confisco de propriedades judaicas, era o SS-Sturmbannführer Georg Wippern. Christian Wirth, veterano da Aktion T4 e primeiro comandante do campo de extermínio de Bełżec, desenvolveu e implementou o mecanismo de extermínio dos judeus nos campos, tornando-se, a partir de agosto de 1942, inspetor de todos os campos da Operação Reinhardt.

O extermínio dos judeus no Governo Geral começou na noite de 16 para 17 de março de 1942, com o início da liquidação do gueto de Lublin e as primeiras deportações para o campo de extermínio de Bełżec. Até meados de abril, cerca de 66 mil judeus dos guetos do distrito de Lublin e do distrito da Galícia foram mortos em Bełżec. No início de maio, o campo de extermínio de Sobibor começou a operar. A partir de então, distritos inteiros foram incluídos nas deportações, e transportes do distrito de Cracóvia começaram a ser enviados para o "desafogado" campo de Bełżec. Em 19 de julho de 1942, Himmler ordenou a Krüger e Globočnik que concluíssem até 31 de dezembro de 1942 a deportação de todos os judeus do Governo Geral para os campos de extermínio. Esta ordem levou a um aumento significativo no ritmo e alcance da ação de extermínio. Em 22 de julho, começou a "Grande Ação" no gueto de Varsóvia. Transportes de Varsóvia e de guetos provinciais do distrito de Varsóvia começaram a ser enviados para o novo campo de extermínio em Treblinka. Em agosto, a Operação Reinhardt foi estendida ao distrito de Radom, e em novembro, ao Distrito de Białystok. Os transportes dos guetos dessa região foram principalmente direcionados para Treblinka. Até novembro de 1943, aproximadamente 1,5 milhão de judeus foram mortos em Bełżec, Sobibor, Treblinka e no campo de concentração de Majdanek. Outros centenas de milhares foram assassinados em execuções em massa, durante batidas e em campos de trabalho. Assim, de acordo com Stephan Lahnstaedt, o número total de vítimas da Operação Reinhardt deve ser estimado em pelo menos 1,8 milhão. A maioria das vítimas eram judeus poloneses, embora aproximadamente 140 mil judeus da Áustria, do Protetorado da Boêmia e Morávia, da França, da Grécia, da Holanda, da Iugoslávia, da Alemanha, da Eslováquia e da URSS também tenham sido mortos nos campos de Globočnik.

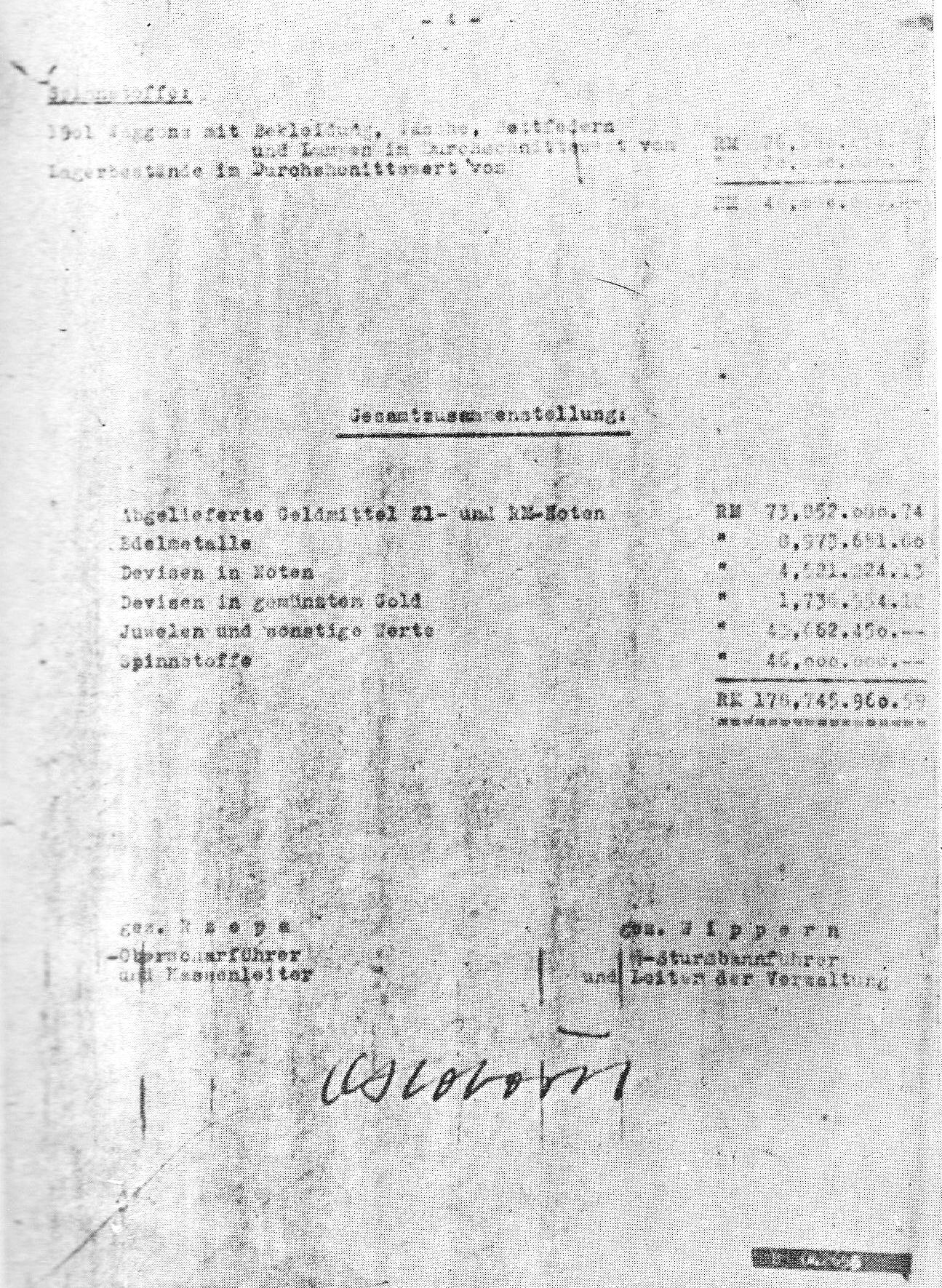
A última página do relatório de Globočnik, contendo o balanço financeiro da Operação Reinhardt

Como chefe da Einsatz, Globočnik exigia a conclusão rápida das deportações, pois temia que qualquer atraso pudesse impedir a conclusão da exterminação. Quando, no verão de 1942, as reformas das linhas ferroviárias forçaram uma pausa temporária nas deportações para Sobibor, ele direcionou o 101º batalhão de polícia da reserva para Józefów Biłgorajski e Łomazy com ordens para executar os moradores dos guetos locais. No final de agosto de 1942, ele realizou uma inspeção pessoal em Treblinka, quando o processo de extermínio lá sofreu uma falha devido à incompetência do comandante Irmfried Eberl, imediatamente demitido. Franz Stangl assumiu seu lugar no comando de Treblinka, onde rapidamente reorganizou o campo e aumentou sua eficiência. Globočnik também se tornou membro da diretoria da empresa Ostindustrie GmbH ("Osti"), criada em março de 1943. Sob seu guarda-chuva, a SS planejava lucrar com o trabalho dos judeus temporariamente poupados, que seriam reunidos nos campos de trabalho de Globočnik na região de Lublin. Globočnik apresentou a Himmler o relatório final da Operação Reinhardt em 4 de novembro de 1943 e seu balanço financeiro detalhado em 5 de janeiro de 1944.
A participação no Holocausto foi uma oportunidade para Globočnik enriquecer pessoalmente. Seu ordenança afirmou que os bens de valor roubados das vítimas passavam por uma "inspeção" na residência do brigadeführer antes de serem enviados para os armazéns centrais da Operação Reinhardt. Seu ajudante mencionou "sacos de dinheiro" armazenados nos porões da residência após grandes "operações" contra os judeus. O brigadeführer também utilizou sua posição para empreendimentos econômicos ilegais, incluindo comércio no mercado negro. Um de seus parceiros comerciais teria sido o conhecido colaborador judeu de Lublin, Szama Grajer, que Globočnik finalmente mandou matar, eliminando assim uma testemunha incômoda. A corrupção e a malversação também eram praticadas pelos subordinados de Globočnik do pessoal da Einsatz. O esquema alcançou tal magnitude que Himmler ordenou ao juiz da SS, Konrad Morgen, que conduzisse uma investigação, a qual, no entanto, não teve grandes resultados.

### Expulsões na região de Zamość

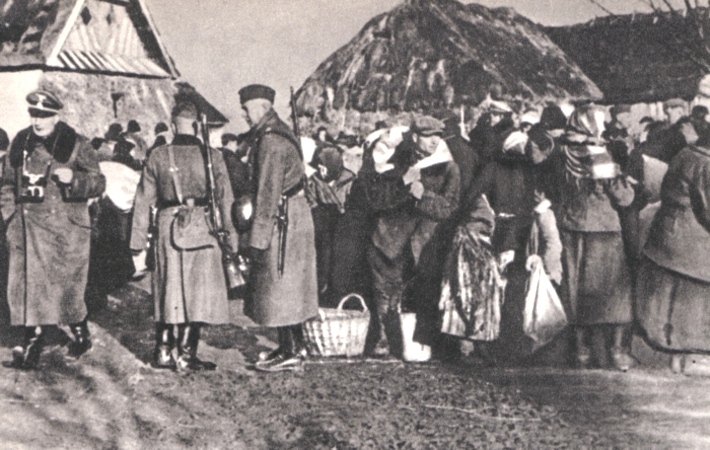
Deslocamentos forçados da região de Zamość

Paralelamente à exterminação dos judeus, sem esperar pela vitória alemã na guerra, Globočnik pretendia realizar seus planos de colonização. Já em novembro de 1941, mais de 2 mil moradores de sete aldeias ao redor de Zamość foram expulsos, sendo substituídos por 100 famílias alemãs. No entanto, isso foi apenas um prelúdio para uma ampla operação de expulsão e "pacificação", iniciada na região de Zamość menos de um ano depois. Os planos alemães previam que dos quatro condados que compunham essa região seriam expulsos 140 mil poloneses, residentes em 696 vilas. Em seu lugar, pretendiam trazer 60 mil colonos alemães, principalmente volksdeutsche de vários países europeus. Além disso, os alemães planejavam assentar ucranianos em algumas das vilas desocupadas, criando assim uma espécie de zona tampão para proteger a área de colonização alemã e ao mesmo tempo antagonizar poloneses e ucranianos.

As expulsões na região de Zamość começaram na noite de 27 para 28 de novembro de 1942. Unidades da SS e da polícia cercavam as aldeias polonesas e expulsavam metodicamente a população. Os expelidos eram reunidos em campos de trânsito precários em Zamość, Zwierzyniec e Biłgoraj, onde eram selecionados de acordo com o valor "racial" e a capacidade de trabalho. As pessoas "racialmente valiosas" eram enviadas para centros especiais de germanização no Reich. Homens e mulheres capazes de trabalhar eram levados para trabalhos forçados. Idosos e crianças "racialmente sem valor" eram realocados para as chamadas vilas de aposentados. Cerca de 21% dos expulsos foram deportados diretamente para campos de concentração, principalmente Auschwitz-Birkenau e Majdanek. Até agosto de 1943, a operação afetou 294 vilas, das quais 110 mil poloneses foram expulsos. Entre os expulsos estavam 30 mil crianças, um terço das quais perdeu a vida. Nas vilas desocupadas, foram assentados 13 mil colonos alemães. As operações de reassentamento também envolveram 18 mil ucranianos.

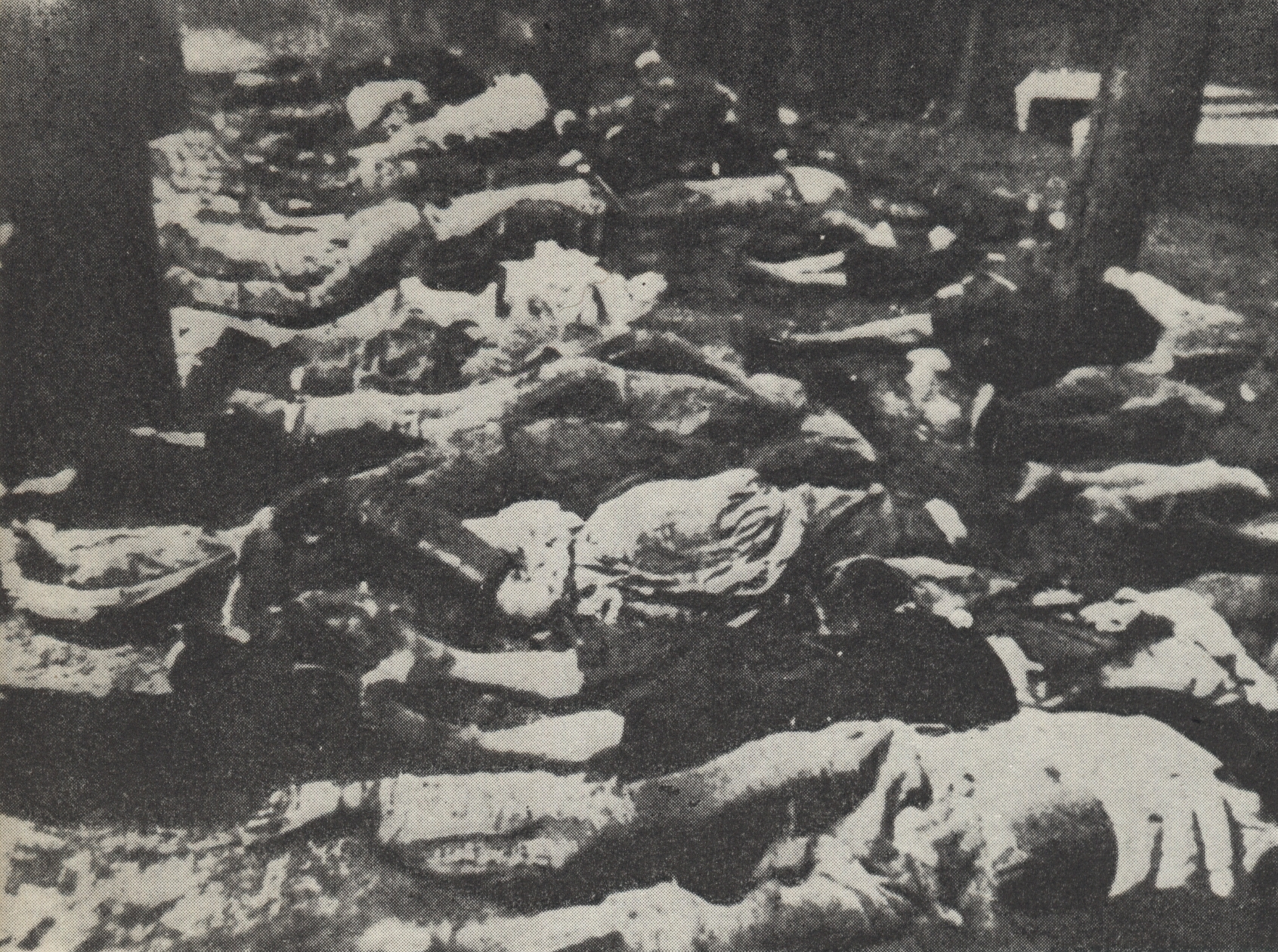
Corpos dos moradores da vila de Sochy assassinados durante a "pacificação" em junho de 1943

As ações dos alemães encontraram resistência por parte da população expulsa e uma reação armada do movimento de resistência polonês. Unidades de guerrilha dos Batalhões Camponeses, do Exército da Pátria (Armia Krajowa) e da Guarda Popular (Gwardia Ludowa) tentaram deter as expedições de "pacificação" e expulsão, atacaram instalações econômicas e de transporte alemãs, além de realizarem ações de retaliação nas aldeias ocupadas por colonos alemães. Globočnik respondeu com represálias brutais. Unidades da SS e da polícia assassinaram, entre outros, mais de 160 moradores da aldeia de Kitów (11 de dezembro de 1942) e cerca de 180 moradores da aldeia de Sochy (1 de junho de 1943). No final de junho de 1943, Globočnik ordenou a realização de uma ampla operação de "pacificação" na região de Zamość com o codinome "Werwolf". Em 163 aldeias, cerca de mil poloneses foram assassinados.
A resistência da guerrilha polonesa e as derrotas da Wehrmacht na frente oriental acabaram forçando os alemães a interromper as expulsões. A Aktion Zamość (Operação Zamość) mergulhou a região no caos, desorganizou sua economia e provocou o movimento de resistência polonês a lutar abertamente contra o ocupante. O trágico destino das crianças da região de Zamość gerou indignação generalizada entre a população polonesa. Esse estado de coisas levou a um conflito aberto entre Globočnik e a administração civil. Inicialmente, com o apoio de Himmler, Globočnik saiu vitorioso desses confrontos, e seu principal rival, o governador Ernst Zörner, foi afastado de Lublin em abril de 1943. No entanto, a situação logo se tornou tão tensa que o governador-geral Hans Frank interveio diretamente com Hitler. Para apaziguar o conflito, Himmler concordou em remover seu protegido. Inicialmente, considerou nomeá-lo Comandante da SS e da Polícia na região de Russland-Mitte, mas decidiu transferi-lo para a costa do Adriático. Em 13 de setembro de 1943, Globočnik foi promovido ao posto de SS-Gruppenführer e general da polícia. Uma semana depois, ele e um grupo de seus colaboradores mais próximos deixaram Lublin.

### Comandante Superior da SS e Polícia em Trieste

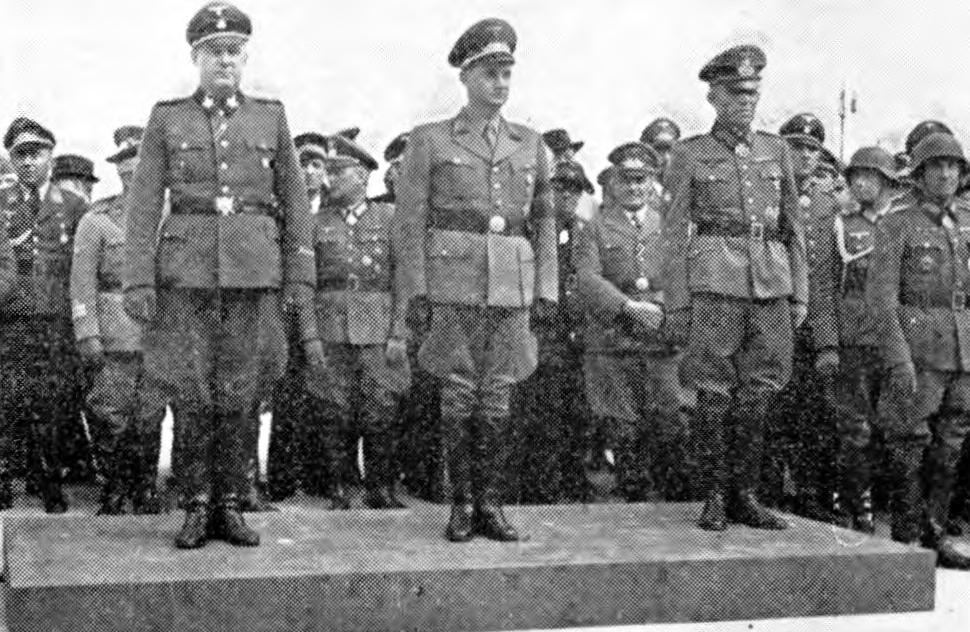
Globočnik (primeiro da esquerda) durante o serviço em Trieste. Ao lado dele estão, respectivamente, Friedrich Rainer e o general Ludwig Kübler.

Em setembro de 1943, a Itália capitulou perante as potências aliadas, e, como consequência, as forças alemãs começaram a ocupar a parte norte e central do país. Trieste, cidade natal de Globočnik, tornou-se a capital da recém-criada Zona Operacional do Litoral Adriático. O Gruppenführer Globočnik chegou lá em 23 de setembro de 1943 para assumir o cargo de Comandante Superior da SS e Polícia. No início de 1944, Globočnik começou a se preocupar com os vestígios de seus crimes. Ele escreveu a Himmler, entre outras coisas, que todos os documentos relacionados à Operação Reinhardt deveriam ser destruídos o mais rápido possível. Seu amigo dos tempos do NSDAP austríaco, Friedrich Rainer, tornou-se o chefe da administração civil em Trieste Junto com Globočnik, foi transferido um grupo de seus subordinados da época da Operação Reinhardt, incluindo a maioria dos membros da SS que serviram em Bełżec, Sobibor e Treblinka. Formou-se uma unidade especial chamada Einsatz R, liderada por Christian Wirth.
A Einsatz R imediatamente começou a prender judeus e confiscar suas propriedades. Na desativada descascadora de arroz Risiera di San Sabba, em Trieste, foi estabelecido um campo de trânsito onde judeus e pessoas suspeitas de colaborar com a resistência eram detidos, torturados e assassinados. Estima-se que o número de vítimas nesse local esteja entre 3 e 5 mil pessoas. Além disso, 22 transportes foram enviados de Trieste para Auschwitz-Birkenau e outros campos de concentração, totalizando cerca de 20 mil pessoas.
Um problema sério que Globočnik enfrentou foi o crescente ativismo dos guerrilheiros iugoslavos e italianos. O Gruppenführer planejou sufocá-los aplicando a regra da responsabilidade coletiva. As unidades da SS e da polícia sob seu comando executavam reféns e "pacificavam" vilas e cidades, matando centenas de moradores e deixando milhares sem abrigo. Globočnik também organizou batidas em grande escala para recrutar mão de obra para trabalhar na construção de fortificações na chamada Linha Prealpes (Voralpenstellung).
Em 22 de outubro de 1944, Globočnik se casou com Laurentię (Lora) Peterschinegg, 13 anos mais jovem que ele e líder local do Bund Deutscher Mädel na Caríntia. Himmler, que anteriormente havia encerrado seu relacionamento com Irmgard Rickheim, deu permissão para o casamento, embora sem entusiasmo, como evidenciado pela recusa em ser testemunha da cerimônia. Em janeiro de 1946, mais de sete meses após a morte de Globočnik, Lora deu à luz seu filho, Peter. Segundo a escritora britânica Gitta Sereny, Lora Peterschinegg era parcialmente de origem judaica.
Simon Wiesenthal escreve que Globočnik tentou evitar que seus leais ajudantes fossem capturados pelos aliados, pois poderiam fazer confissões. Em combate com os partisans na Iugoslávia, havia uma grande possibilidade de que não sobrevivessem. Franz Reichleitner e Christian Wirth foram mortos por partisans. Gustav Franz Wagner e Franz Stangl sobreviveram à guerra e fugiram para o Brasil. Ernst Lerch tentou se esconder na Caríntia junto com Globočnik .

## Morte
Na primavera de 1945, a derrota do Terceiro Reich já era evidente. O front alemão na Itália e nos Bálcãs estava em colapso. Na noite de 29 para 30 de abril, Globočnik deixou Trieste e evacuou-se para a Caríntia. O SS-Obergruppenführer Hartmann Lauterbacher afirmou que nos últimos dias da guerra, Globočnik ordenou o assassinato de reféns proeminentes, que foram trazidos do campo de concentração de Sachsenhausen e colocados em um hotel de luxo nas proximidades do Pragser Wildsee. Devido à resistência de Lauterbacher e alguns outros nazistas, a execução foi adiada até que os prisioneiros fossem libertados pelas tropas americanas.
Por volta de 5 a 6 de maio, Globočnik chegou a Klagenfurt, onde encontrou sua esposa. Provavelmente seguindo seu conselho, ele decidiu se esconder em um abrigo da Liga das Moças Alemãs (BDM), localizado no refúgio de montanha Mösslacher Alm, perto do lago Weißensee. Um grupo de seus subordinados também se escondeu lá, incluindo Hermann Höfle e Ernst Lerch. Em 30 de maio, Friedrich Rainer se juntou a eles. Durante a fuga, Globočnik se separou de sua equipe e só chegou ao esconderijo por conta própria em 20 de maio. Não se sabe o que aconteceu com ele durante as duas semanas entre 6 e 20 de maio. Essa misteriosa ausência mais tarde alimentou teorias da conspiração de que ele escondeu os tesouros que havia saqueado durante esse tempo.
Enquanto isso, uma mensagem chegou aos soldados britânicos do 4º Regimento de Hussardos da Rainha, estacionados na região de Paternion, de que um grupo de nazistas de alta patente estava se escondendo em uma cabana de montanha em Mösslacher Alm. O informante foi o sargento SS Siegfried Kummerer, a quem os subordinados de Globočnik haviam negado abrigo em seu esconderijo anteriormente. Na noite de 30 de maio, o destacamento sob o comando do major Alexander Ramsay e do capitão Guy P. Wheeler foi até Mösslacher Alm. Na manhã seguinte, os britânicos cercaram o abrigo, prenderam todos os homens lá presentes e os levaram para Paternion. Rainer foi imediatamente identificado, mas Globočnik, que estava usando roupas civis e possuía documentos falsificados, tentou esconder sua identidade. No entanto, os britânicos suspeitavam que estavam lidando com um criminoso de guerra procurado e, para expô-lo, usaram um estratagema. Quando os prisioneiros estavam sendo levados para as celas, Ramsay gritou em voz alta "Globočnik!", ao que o surpreso Gruppenführer instintivamente virou a cabeça. Percebendo que foi reconhecido, ele engoliu uma cápsula de cianeto que estava escondida na boca. A morte ocorreu quase imediatamente. Os esquadrões da SS que testemunharam a cena confirmaram posteriormente a identidade do suicida.
Globocnik foi enterrado em uma cova não marcada à beira do rio Drava, em um campo que a população local chamava de Sautratten. Foi oficialmente declarado morto por decisão do tribunal regional de Klagenfurt em 1º de julho de 1949.
Após a guerra, surgiram rumores de que Globocnik ainda estava vivo e que o homem que cometeu suicídio no pátio do castelo de Paternion era na verdade outra pessoa. Vários testemunhos afirmavam tê-lo encontrado na Argentina, na Irlanda ou na Costa Brava espanhola. Diante dessa situação, Simon Wiesenthal solicitou às autoridades austríacas uma reavaliação das circunstâncias da morte de Globocnik. Em 1964, a polícia austríaca conduziu uma investigação que concluiu que "pode-se considerar com grande probabilidade" que Globocnik "fez justiça com as próprias mãos" e está enterrado em Sautratten. Os investigadores basearam-se principalmente nos depoimentos de testemunhas e nos documentos britânicos, mas não decidiram realizar uma exumação. A historiadora Gitta Sereny investigou o caso e rastreou veteranos do 4º Regimento de Hussardos da Rainha. A unidade havia tomado o controle do castelo em Paternion. Lá, as forças britânicas receberam ajuda de oficiais dos "Brandenburgers", uma divisão da Abwehr, na busca por membros da SS que estavam escondidos nas montanhas. Globočnik e um punhado de seus homens foram encontrados em uma cabana e levados para Paternion em Villach-Land. Um dos veteranos possuía uma fotografia que mostrava claramente o corpo de Globočnik cercado pelos membros da SS Höfle, Georg Michalsen e Karl Helletsberger. A esposa de Globočnik, Lore, foi internada em Wolfsburg por um período após a guerra e deu à luz Peter, filho de Globočnik, em janeiro de 1946.